# Кингсбридж-роуд (линия Джером-авеню, Ай-ар-ти)
|   |   |   |   |   |
| · | · | · | · | · |

|   |   |   |   |   |
| · | · | · | · | · |

«Кингсбридж-роуд» (англ. Kingsbridge Road) — станция Нью-Йоркского метрополитена, расположенная на линии Джером-авеню, Ай-ар-ти.  На станции останавливается маршрут 4 (круглосуточно). Она представлена двумя боковыми платформами, обслуживающими два локальных пути.
Станция была открыта 2 июня 1917 года, и до 15 апреля 1918 года, станция была северной конечной точкой на линии. Между этой и следующей за ней станцией — Бедфорд-парк-бульвар — Леман-колледж, отходит путь к депо «Конкорс». Через станцию проходят три пути — два локальных и один экспресс, который сегодня используется поездами, уходящими в депо «Джером» в часы пик после высадки пассажиров на станции Бернсайд-авеню. Вплотную к станции расположено здание арсенала «Кингсбридж».